# Синлап (кратер)
Синлап (лат. Sinlap) — 82-километровый ударный кратер, находящийся на самом большом спутнике Сатурна — Титане. Является шестым по величине (на апрель 2015 года) ударным кратером на Титане.

## География и геология
Находится неподалёку от экватора. Координаты центра — 11°18′ с. ш. 16°00′ з. д. / 11,3° с. ш. 16° з. д.. На юго-западе от кратера находится несколько местностей Титана — две тёмные местности — Фенсал и Ацтлан, а также светлая местность Кивира. На западе находится крупнейший ударный кратер Титана — Менрва.
Кратер является молодым с геологической точки зрения, его поверхность была подвержена релаксации после удара или изменениям под воздействием протекающих метановых рек. Тёмный кратер Синлап полностью вокруг окружает светлая факула Базаруто, которая, вероятно, была образована выбросами из этого кратера. Дно кратера является относительно ровным. Инфракрасные и радарные наблюдения показали повышенное содержание в кратере водяного льда. 
К настоящему времени космический аппарат «Кассини», находящийся на орбите Сатурна, исследует поверхность Титана, когда сближается с ним, благодаря этому удалось подтвердить наличие на его поверхности десяти крупных кратеров (на апрель 2015). 
Плотная атмосфера Титана из азота препятствует образованию кратера диаметром меньше 20 км, потому что метеорит во время падения успевает сгореть в атмосфере, так и не достигнув поверхности. В 2007 году было заявлено, что в течение следующих семи лет «Кассини» будет проводить радиолокацию поверхности Титана, и выражена надежда на обнаружение новых кратеров в связи с картографированием около 50 % его поверхности.

## Эпоним
Кратер назван именем качинского мудрого духа Синлапа, который пребывает на небе и делится мудростью с людьми. Это название было утверждено Международным астрономическим союзом в 2006 году.